# Chotkovy sady
Chotkovy sady jsou pražský park, sousedící s Letohrádkem královny Anny a Královskou zahradou. Rozkládá se na prostoru sevřeném ulicemi Chotkovou a Mariánské hradby. Byl založen v r. 1832 jako první veřejný park v Praze. Je chráněn jako kulturní památka České republiky. V jeho blízkosti se nachází Písecká brána a Bílkova vila, s Letenskými sady ho spojuje lávka přes Chotkovu silnici. Z jižní části parku je krásný výhled na Prahu.

## Historie
V místech dnešního parku se dříve konávaly rytířské turnaje a hry, v 17. století sloužil prostor také jako hospodářské zázemí Pražského hradu (název Horní dřevní ohrada naznačuje, že se zde skladovalo dříví). Založení parku r. 1832 inicioval hrabě Karel Chotek, tehdy nejvyšší purkrabí království českého: navazovalo na stavbu silnice (dnes Chotkovy), která nahradila pro spojení Malé Strany a Hradu strmou úvozovou cestu zvanou Myší díra (pro pěší je používána dodnes). Autorem plánu byl pravděpodobně Josef Fuchs, práce financované z městských prostředků vedl zahradník Jiří Baul. Původní název parku byl Lidová zahrada (Volksgarten), v r. 1841 byl park slavnostně pojmenován po svém zakladateli. Koncem osmdesátých let 19. století byl park krajinářsky upraven podle návrhu tehdejšího ředitele pražských parků a sadů Františka Thomayera (bratra známého lékaře Josefa Thomayera).

## Popis a zajímavosti

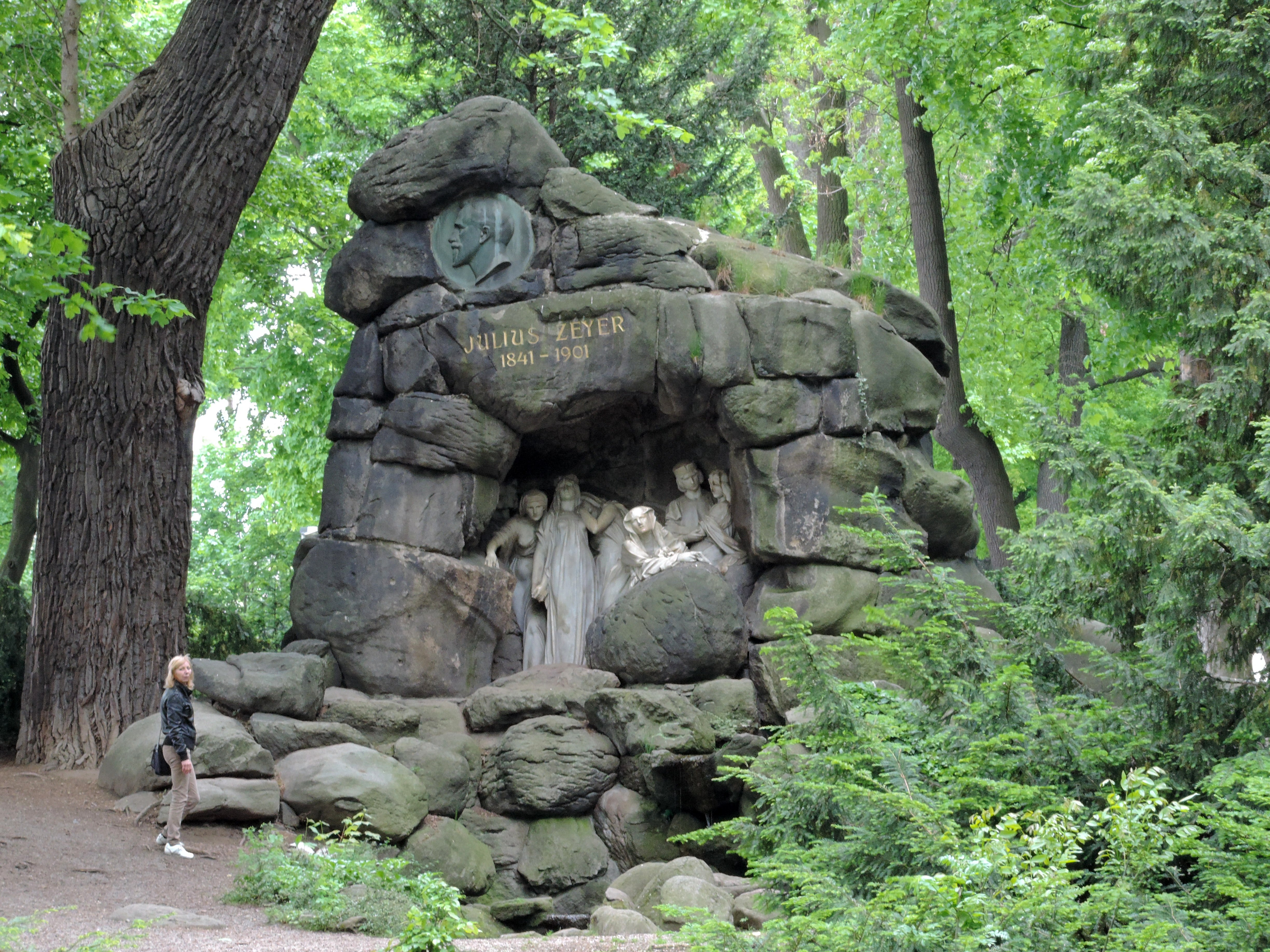
pomník Julia Zeyera

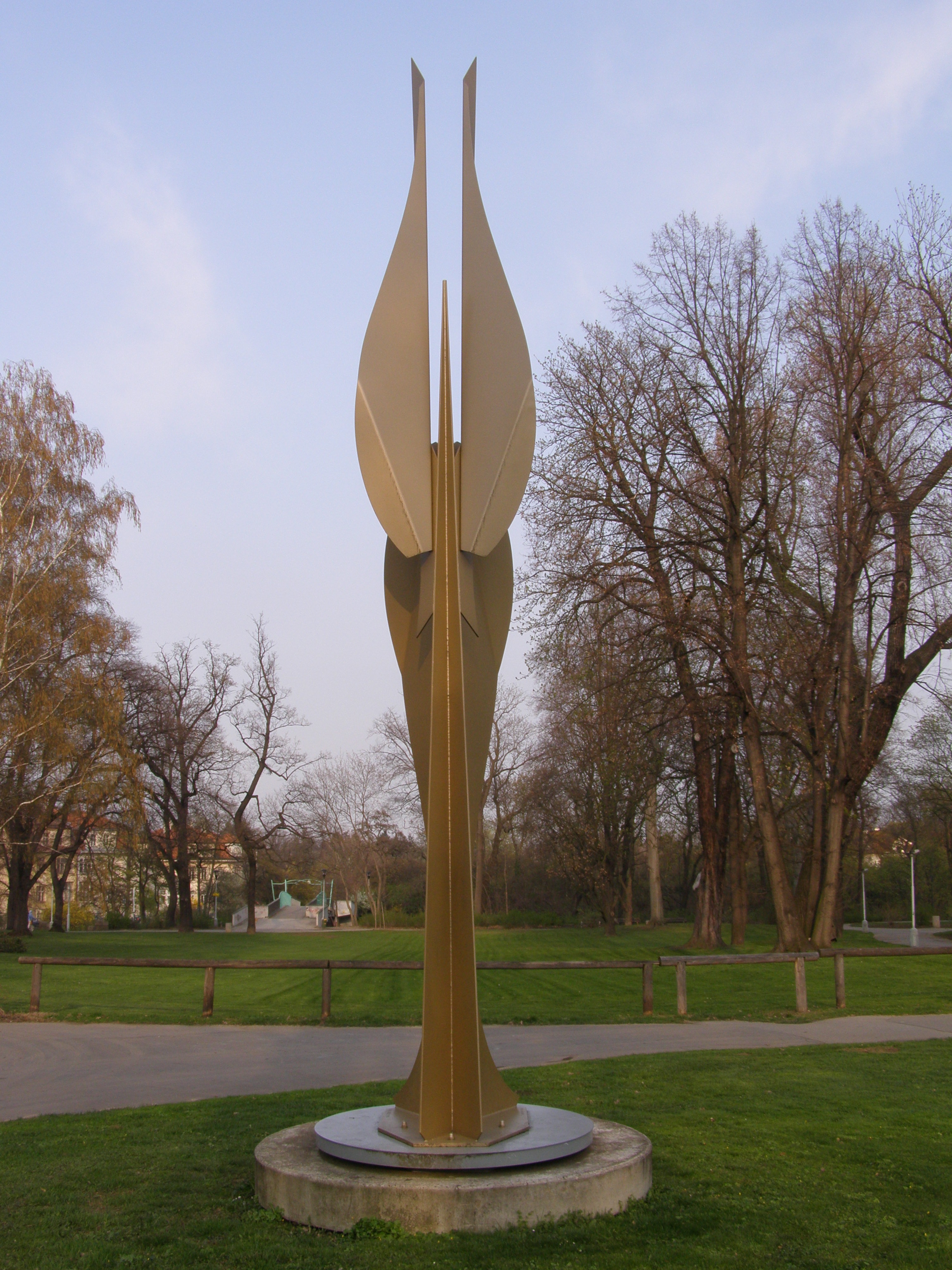
Niké'89, pomník vítězství demokracie

Park má rozlohu 3,7 ha; původně byl větší, zasahoval až do prostoru v okolí Kramářovy vily (již tehdy zde byla dřevěná lávka). V parku je vysazeno přes padesát druhů dřevin, ale jsou tu i velké travnaté plochy pro odpočinek. Při novoromantických úpravách v letech 1887–1890 vznikly nejkrásnější partie parku s jezírkem. V 70. letech 20. století byla v ohradní zdi pod Letohrádkem proražena branka umožňující vstup do Královské zahrady.
- Orientační žulový kámen s nápisy "Chotkowy sady", "Chotkowa silnice" a "1841" byl při slavnostním přejmenování sadů umístěn na severozápadní nároží a po zbudování nové vstupní ohradní zdi kolem roku 1910 vyzvednut nad schodiště, kde stojí dosud. ̈
- U jezírka byl v r. 1913 postaven monumentální pomník Julia Zeyera s vodní kaskádou. Autorem je sochař Josef Mauder. Pomník je pojat jako umělý skalnatý útvar se skupinou soch uvnitř jeskyně. Sochy z bílého mramoru představují postavy z básníkových děl.[4]
- Nedaleko vstupu do parku stávala od r. 1960 bronzová socha Dívky s jablkem (Pomona) od Břetislava Bendy. V r. 1998 byla ukradena.[5]
- Ocelový pomník vítězství obnovitelům demokracie z roku 1989 vytvořil roku 1991 Pavel Krbálek na objednávku krajanů z Lucernu.
- Betonovou lávku přes Chotkovu silnici z r. 1998, která nahradila starší lávku ze 60. let 20. století, navrhl Bořek Šípek.[2].